# Erioptera spinifera
Erioptera spinifera är en tvåvingeart som först beskrevs av Evgenyi Nikolayevich Savchenko 1972.  Erioptera spinifera ingår i släktet Erioptera och familjen småharkrankar. Inga underarter finns listade i Catalogue of Life.